# Moncetz-Longevas
Moncetz-Longevas est une commune française, située dans le département de la Marne en région Grand Est.

## Géographie
| Sarry             |                   | Courtisols |
|                   | Montcetz-Longevas |            |
| Sogny-aux-Moulins |                   | Chepy      |

### Hydrographie
La commune est dans la région hydrographique « la Seine de sa source au confluent de l'Oise (exclu) » au sein du bassin Seine-Normandie. Elle est drainée par la Marne, le canal latéral à la Marne, Moivre Derivee, la Blaise et divers autres petits cours d'eau,.
La Marne  prend sa source sur le plateau de Langres, dans la commune de Saints-Geosmes (Haute-Marne) et se jette dans la Seine entre Charenton-le-Pont et Alfortville (Val-de-Marne) dans le quartier de Conflans-l'Archevêque. Les caractéristiques hydrologiques de la Marne sont données par la station hydrologique située sur la commune de Moncetz-Longevas. Le débit moyen mensuel est de 73,5 m3/s. Le débit moyen journalier maximum est de 453 m3/s, atteint lors de la crue du 27 janvier 2018. Le débit instantané maximal est quant à lui de 456 m3/s, atteint le même jour.
Le canal latéral à la Marne est un canal, chenal navigable de 67 km reliant Vitry-le-françois à Mardeuil où il se jette dans la Marne. 
La Moivre dérivée, d'une longueur de 12 km, prend sa source dans la commune de Vésigneul-sur-Marne et se jette  dans le Mau à Châlons-en-Champagne, après avoir traversé six communes. 

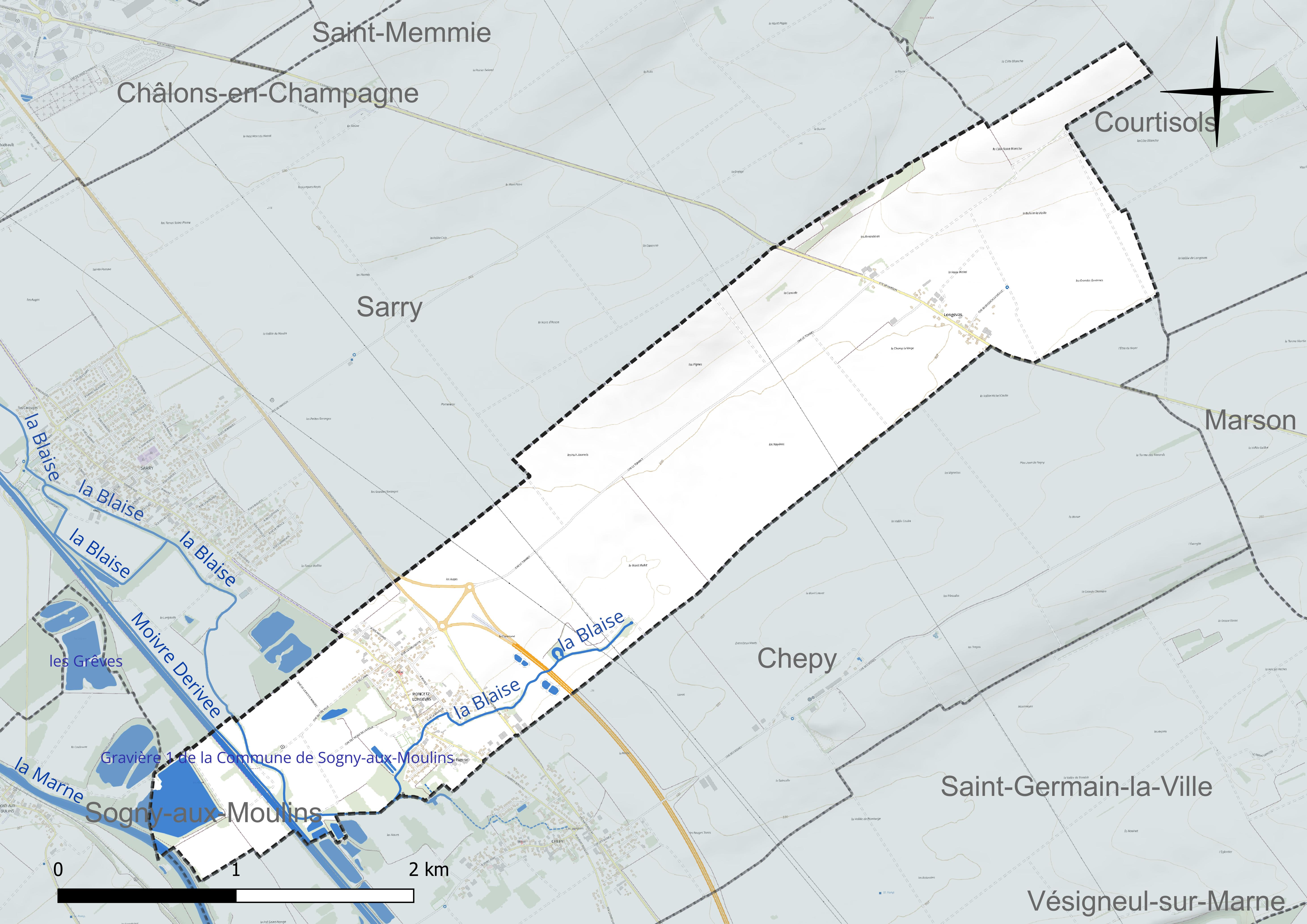
Réseau hydrographique de Moncetz-Longevas.

### Climat
Pour des articles plus généraux, voir Climat du Grand Est et Climat de la Marne.
En 2010, le climat de la commune est de type climat océanique dégradé des plaines du Centre et du Nord, selon une étude du Centre national de la recherche scientifique s'appuyant sur une série de données couvrant la période 1971-2000. En 2020, Météo-France publie une typologie des climats de la France métropolitaine dans laquelle la commune est exposée à un climat océanique altéré et est dans la région climatique  Nord-est du bassin Parisien, caractérisée par un ensoleillement médiocre, une pluviométrie moyenne régulièrement répartie au cours de l’année et un hiver froid (3 °C). 
Pour la période 1971-2000, la température annuelle moyenne est de 10,6 °C, avec une amplitude thermique annuelle de 16,2 °C. Le cumul annuel moyen de précipitations est de 675 mm, avec 11,2 jours de précipitations en janvier et 8,5 jours en juillet. Pour la période 1991-2020, la température moyenne annuelle observée sur la station météorologique de Météo-France la plus proche, « Fagnières-Inra », sur la commune de Fagnières à 10 km à vol d'oiseau, est de 11,2 °C et le cumul annuel moyen de précipitations est de 632,3 mm. 
La température maximale relevée sur cette station est de 41,8 °C, atteinte le 25 juillet 2019 ; la température minimale est de −21 °C, atteinte le 6 janvier 1985,,. 
Les paramètres climatiques de la commune ont été estimés pour le milieu du siècle (2041-2070) selon différents scénarios d'émission de gaz à effet de serre à partir des nouvelles projections climatiques de référence DRIAS-2020. Ils sont consultables sur un site dédié publié par Météo-France en novembre 2022.

## Urbanisme

### Typologie
Au 1er janvier 2024, Moncetz-Longevas est catégorisée ceinture urbaine, selon la nouvelle grille communale de densité à sept niveaux définie par l'Insee en 2022.
Elle est située hors unité urbaine. Par ailleurs la commune fait partie de l'aire d'attraction de Châlons-en-Champagne, dont elle est une commune de la couronne,. Cette aire, qui regroupe 97 communes, est catégorisée dans les aires de 50 000 à moins de 200 000 habitants,.

### Occupation des sols
L'occupation des sols de la commune, telle qu'elle ressort de la base de données européenne d’occupation biophysique des sols Corine Land Cover (CLC), est marquée par l'importance des territoires agricoles (91,9 % en 2018), une proportion identique à celle de 1990 (91,9 %). La répartition détaillée en 2018 est la suivante : 
terres arables (91,6 %), zones urbanisées (4,3 %), mines, décharges et chantiers (1,9 %), eaux continentales (1,9 %), zones agricoles hétérogènes (0,4 %). L'évolution de l’occupation des sols de la commune et de ses infrastructures peut être observée sur les différentes représentations cartographiques du territoire : la carte de Cassini (XVIIIe siècle), la carte d'état-major (1820-1866) et les cartes ou photos aériennes de l'IGN pour la période actuelle (1950 à aujourd'hui).

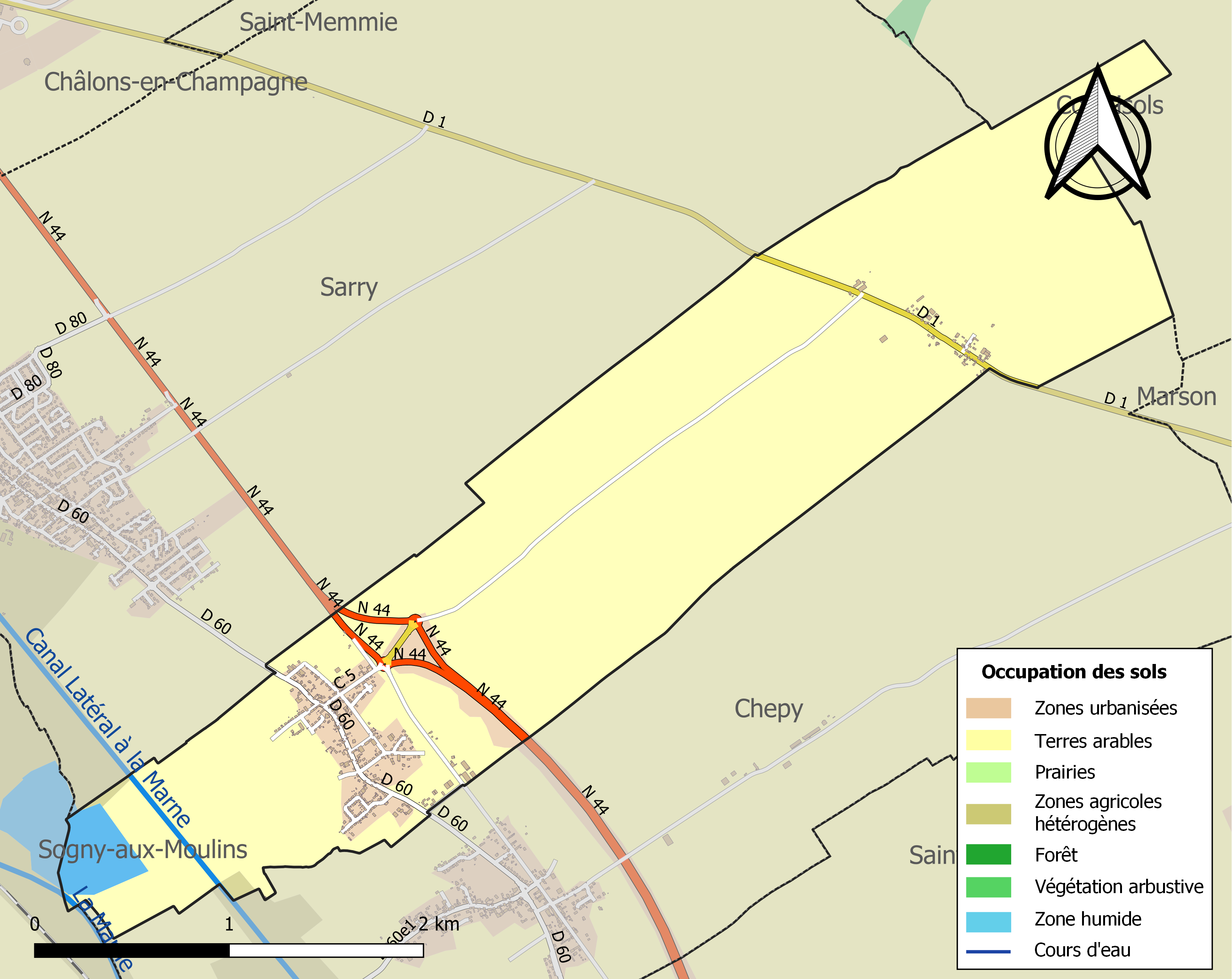
Carte des infrastructures et de l'occupation des sols de la commune en 2018 (CLC).

## Toponymie
Le village fut d'abord appelé Moncelle (venant de mont celoe), puis Monticul en 1178 et enfin Moncetz-lès-Sarry en 1380.

Moncetz, formes assourdies de Moncel, au sens de monticule, tertre. Issu de Monceaux en 1331, pluriel de l’oïl moncel, monceau, « petit mont ».
  
Moncetz est issu de mons celoe, « mont de la chapelle ».
Ensuite il prit le nom de Moncetz seul, puis afin de minimiser les confusions avec un village de la Marne s'appelant Moncetz-l'Abbaye (ce qui entraînait souvent des problèmes de courrier), le conseil municipal fit la demande auprès du président de la République avec l'avis favorable du conseil général de la Marne afin que la demande de l'autorisation légale pour que Moncetz se nomme à l'avenir Moncetz-Longevas. Cette procédure débuta le 9 novembre 1913 et prit fin le 25 juillet 1915.
Longevas est attesté sous les formes Longavallis (1217) ; Longeval (1861).

Longevas signifie « longue vallée ».

## Histoire

### Hameau de Longevas

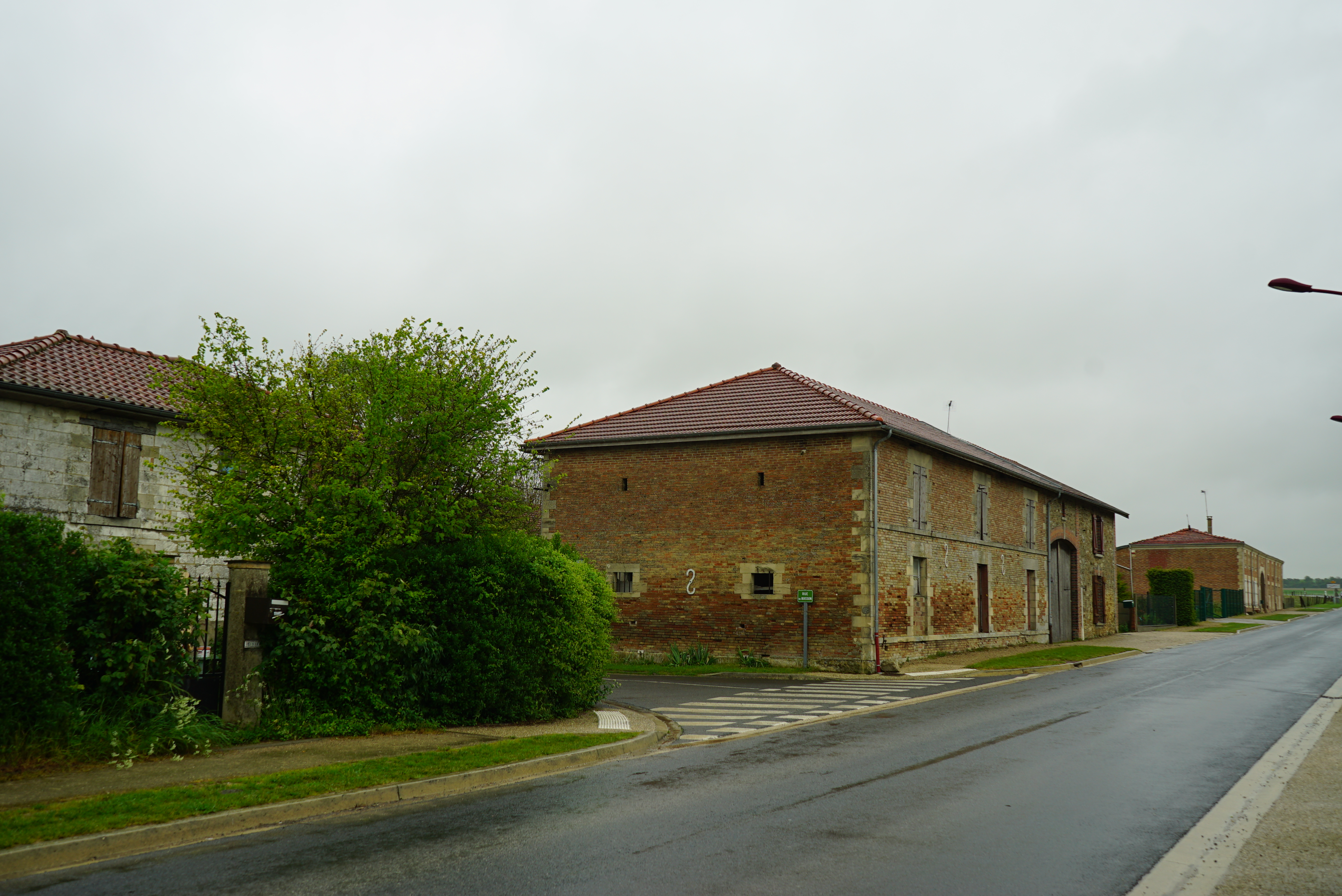
Longevas.

En 1815, après la défaite des troupes napoléoniennes à Waterloo, la France fut envahie pour la seconde fois. Le 8 juillet 1815, Longevas fut ravagé par un passage d'environ 80 000 hommes des troupes allemandes.
6 000 hommes de ces troupes campèrent autour du hameau et le pillèrent au point de ne laisser plus qu'une seule vache. Un grand nombre de moutons et 16 vaches servirent à les nourrir, et pour faire cuire ces viandes, ils brûlèrent les équipements agricoles tels que les charrues, les herses, etc.
Les habitations furent très détériorées.

## Politique et administration
| Période                                  | Période    | Identité              | Étiquette | Qualité                        |
| ---------------------------------------- | ---------- | --------------------- | --------- | ------------------------------ |
| Les données manquantes sont à compléter. |            |                       |           |                                |
| avant 1876                               | après 1877 | Benoist               |           |                                |
| novembre 1985                            | juin 1995  | Claude Cailliette     | SÉ        | Agriculteur                    |
| juin 1995                                | mars 2008  | Pierre Morvan         | SÉ        | Retraité                       |
| mars 2008                                | 2020       | Marie-Jeanne Tronchet | AC        | Réélu pour le mandat 2014-2020 |
| 2020                                     | En cours   | Catherine Tschambser  |           |                                |

## Équipements et services publics

### Justice, sécurité et secours
Du point de vue judiciaire, Moncetz-Longevas relève du conseil de prud'hommes, du tribunal de commerce, du tribunal judiciaire, du tribunal paritaire des baux ruraux et du tribunal pour enfants de Châlons-en-Champagne, dans le ressort de la cour d'appel de Reims. Pour le contentieux administratif, la commune dépend du tribunal administratif de Châlons-en-Champagne et de la cour administrative d'appel de Nancy.
Moncetz-Longevas est située en secteur Gendarmerie nationale et dépend de la brigade de Vitry-la-Ville.
En matière d'incendie et de secours, la commune dépend du Service départemental d'incendie et de secours (SDIS) de la Marne. 

## Démographie
L'évolution du nombre d'habitants est connue à travers les recensements de la population effectués dans la commune depuis 1793. Pour les communes de moins de 10 000 habitants, une enquête de recensement portant sur toute la population est réalisée tous les cinq ans, les populations de référence des années intermédiaires étant quant à elles estimées par interpolation ou extrapolation. Pour la commune, le premier recensement exhaustif entrant dans le cadre du nouveau dispositif a été réalisé en 2006.

En 2022, la commune comptait 569 habitants, en évolution de +5,18 % par rapport à 2016 (Marne : −1,19 %, France hors Mayotte : +2,11 %).
| 1793 | 1800 | 1806 | 1821 | 1831 | 1836 | 1841 | 1846 | 1851 |
| ---- | ---- | ---- | ---- | ---- | ---- | ---- | ---- | ---- |
| 196  | 192  | 182  | 266  | 253  | 273  | 275  | 270  | 277  |

| 1856 | 1861 | 1866 | 1872 | 1876 | 1881 | 1886 | 1891 | 1896 |
| ---- | ---- | ---- | ---- | ---- | ---- | ---- | ---- | ---- |
| 270  | 264  | 270  | 274  | 275  | 268  | 256  | 254  | 238  |

| 1901 | 1906 | 1911 | 1921 | 1926 | 1931 | 1936 | 1946 | 1954 |
| ---- | ---- | ---- | ---- | ---- | ---- | ---- | ---- | ---- |
| 224  | 226  | 205  | 172  | 202  | 208  | 196  | 223  | 218  |

| 1962 | 1968 | 1975 | 1982 | 1990 | 1999 | 2006 | 2011 | 2016 |
| ---- | ---- | ---- | ---- | ---- | ---- | ---- | ---- | ---- |
| 220  | 240  | 254  | 297  | 530  | 525  | 547  | 548  | 541  |

| 2021 | 2022 | - | - | - | - | - | - | - |
| ---- | ---- | - | - | - | - | - | - | - |
| 555  | 569  | - | - | - | - | - | - | - |

## Lieux et monuments

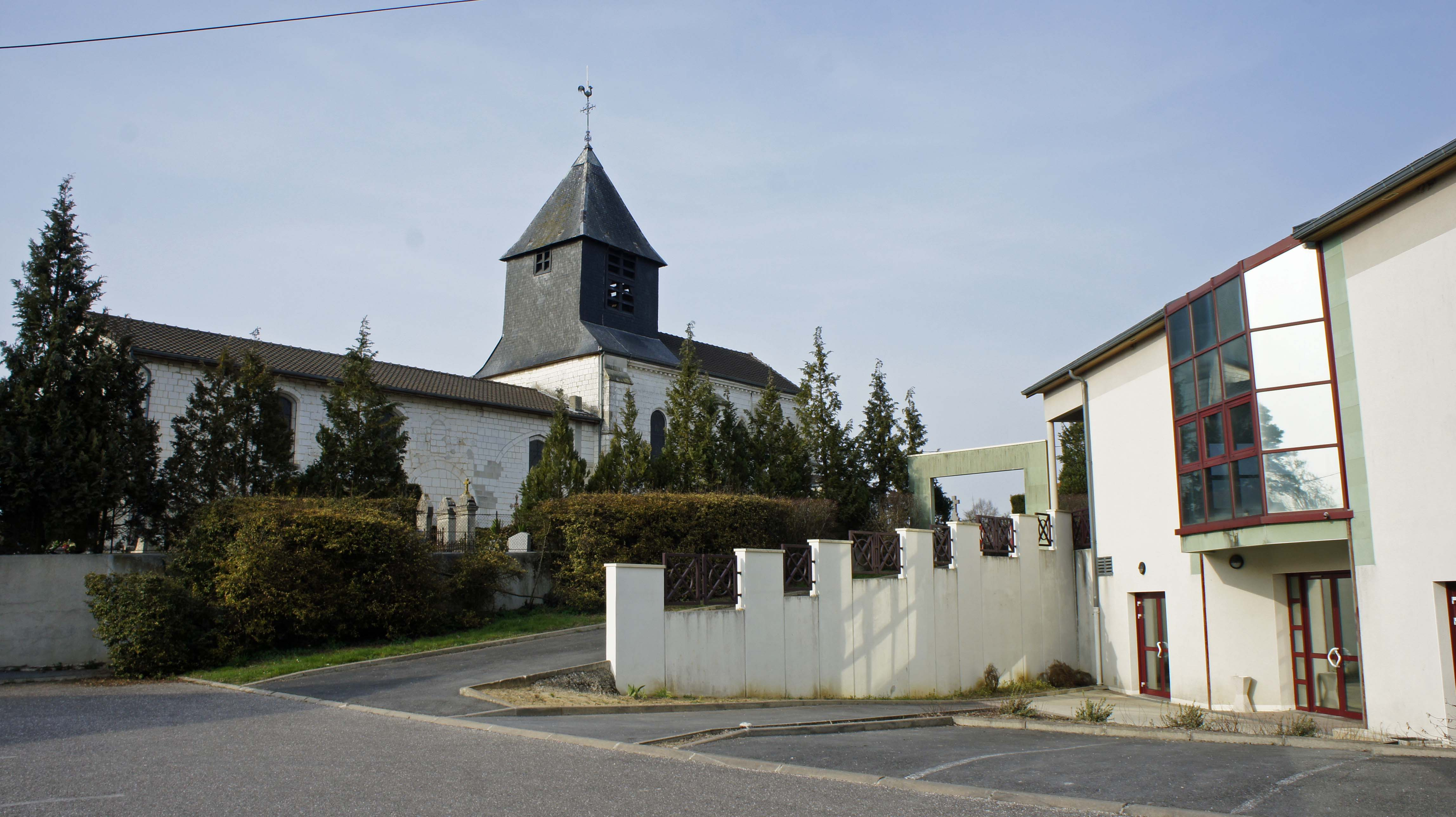
L'église et la salle municipale.

### Église
L'église, placée sous le vocable de Notre-Dame-de-l'Assomption, possède un bas-relief de saint Hubert encastré dans la muraille gauche en entrant dans le chœur.

Cette sculpture date de la fin du XVIe siècle, le saint y est présenté chassant dans une forêt avec ses serviteurs, un cerf apparaît devant lui portant un crucifix dans ses bois.
Saint Hubert descend de son cheval et idolâtre l'image du cerf miraculeux.
Et l'on voit un ange voltigeant dans l'air et tenant une étole entre les mains.
Le fait que ce bas relief soit dans cette église s'explique par la fait qu'autrefois, lorsque des bestiaux étaient mordus par un animal soupçonné de la rage, les villageois conduisaient ces bestiaux à l'église, faisaient dire quelques prières en leur intention et puis leur faisaient faire trois fois le tour de l'église dans l'espoir d'obtenir leur guérison.

## Personnalités liées à la commune
- Sur le mur de l'église, dans le cimetière se trouvent les tombes des familles Richard, François Jean et Pierre François, tous deux chevaliers de l'Ordre militaire de Saint-Louis et de la Légion d'honneur ; ainsi que Louis Cesar Hyacinthe comte de Dessoffy de Csern et de Tarko, magnat de Hongrie.
- Au XVIIe siècle, la famille de Pinteville[32] est seigneur de Moncetz et de La Motte. On retrouve ses armes à l'intérieur de l'église de sur un gisant face à l'hôtel.